# تپه شورچه ۱
تپه شورچه ۱ مربوط به هزاره چهارم تا هزاره دوم پیش از میلاد است و در شهرستان قوچان واقع شده و این اثر در تاریخ ۱۰ آذر ۱۳۸۹ با شمارهٔ ثبت ۳۰۲۸۱ به‌عنوان یکی از آثار ملی ایران به ثبت رسیده است.